# Nån slags verklighet (sång)
Nån slags verklighet är en sång skriven och inspelad av Daniel Lindström från albumet med samma namn.
Nån slags verklighet är Daniels fjärde singel, och den första från den andra skivan. Singeln släpptes den 9 augusti 2006. Singeln misslyckades med att ta sig in på Svensktoppen.

## Spår
1. Nån slags verklighet (03:49)
2. Tänk om himlen föll (03:25)

## Försäljningslistor
Nån slags verklighet gick upp på Hitlistan vecka 33, och lämnade listan efter tretton veckor.
| Position | 27 | 42 | 26 | 27 | 28 | 30 | 42 | 34 | 43 | 49 | 52 | 56 | 53 |